# Ludmila Radkowa

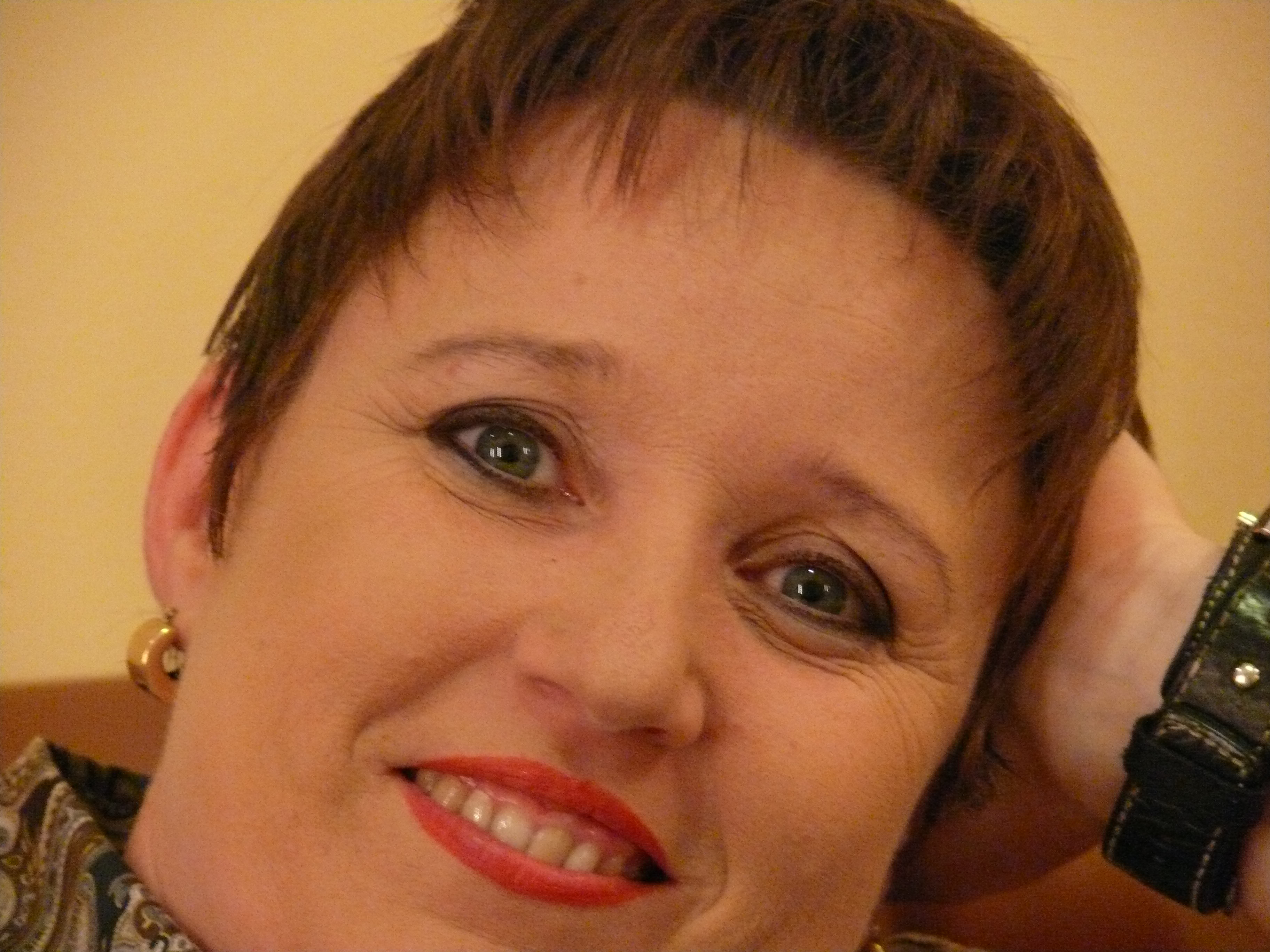
Ludmila Radkowa

Ludmila Radkowa (bulgarisch Людмила Радкова, * 23. August 1968 in Lewski, Volksrepublik Bulgarien) ist eine bulgarische Sängerin und Solistin des Orchesters Goran Bregović und die Schwester der Sängerin Daniela Radkowa. Sie singt bulgarische nationale Lieder und balkanische Folklore.

## Biografie
Ludmila Radkowa-Traikowa wurde am 23. August 1968 im Norden Bulgariens, in der Stadt Lewski geboren. Von klein auf waren Ludmila und ihre Schwester Daniela umgeben von der magischen Atmosphäre der Volkskunst. In erster Linie in der Familie: die Mutter arbeitete mit Folklore, Theater und mit Chorkunst im Gemeindezentrum, der Vater war bekannt als Sänger und Tänzer. Die gesamte Kindheit, so nach Ludmila, verging mit Liedern. Ab dem Alter von drei Jahren besuchte sie Proben und Auftritte im Gemeindezentrum, später lernte sie Vokal und Musikwissenschaft. Diese Bemühungen wurden für sie zur Vorbereitung für die Nationale Schule für Folklorekünste Philip Koutev in Kotel, wobei der Wettbewerb 100 Bewerber auf zehn Plätze betrug. Ludmila bekam den ersten Platz.
1987 beendete Ludmila die Kunstmusikschule und wurde als Solistin ins Nationale Folklore Ensemble Philip Koutev eingeladen, in dem sie bis auf weiteres gemeinsam mit ihrer Schwester Daniela sang.
In kürzester Zeit wurde Ludmila Radkova Solistin nahezu aller wichtiger Gesangspartien. Diesem Kollektiv widmete sie sich 15 Jahre, jedoch musste sie wegen eines intensiven Tourplanes (etwa 100 Konzerte jährlich) mit Goran Bregović und seinem Orchester für Hochzeiten und Beerdigungen das Ensemble verlassen.
Die Bekanntschaft mit Goran Bregović entstand im Mai 1995 im Studio Balkanton bei den Aufnahmen der Musik zum Film Underground von Emir Kusturica. Kusturica schlug vor die Solistinnen des Ensemble Philip Koutev anzuhören. Goran Bregović war beeindruckt von ihren Stimmen und ihrem Improvisationstalent. Einen Monat später wurden die Geschwister auf die erste Tour des von Goran Bregović Orchesters eingeladen, jedoch schloss sich Ludmila, erst kürzlich Mutter geworden, erst fünf Monate später der Tour an.

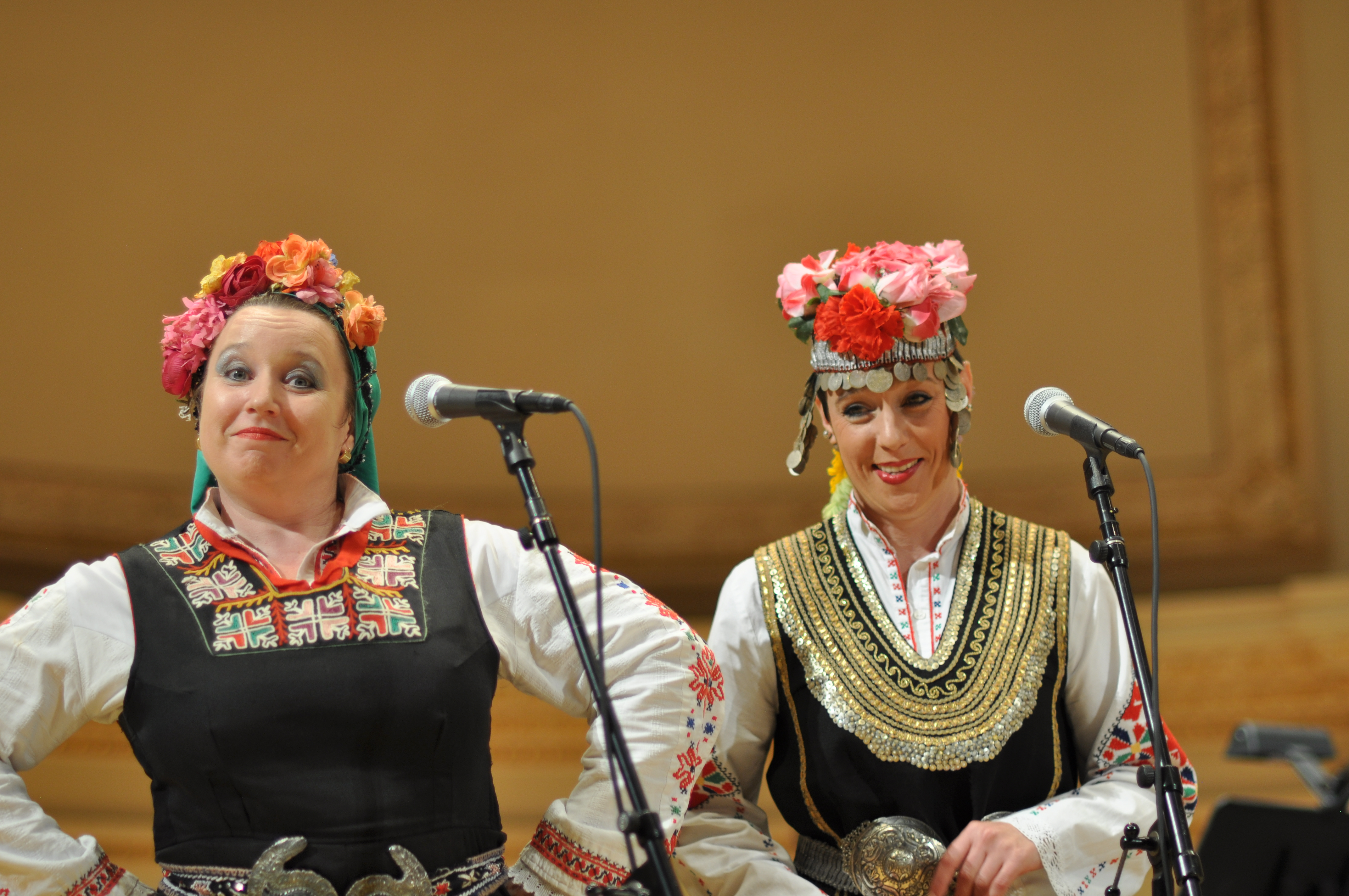
Ludmila und Daniela Radkova in der Carnegie Hall, New York

Seit 1995 sind Ludmila Radkova und Daniela Radkova ständige Solistinnen des Orchester für Hochzeiten und Beerdigungen von Goran Bregović, der die Geschwister als seine Glücksbringer bezeichnet.
Der Sopran Ludmilas und das Alt Danielas stellen eine perfekte Kombination von Stimmen dar. Auf die Bühne kommt Ludmila in einem bunt bestickten nationalen Thracian-Kleid. Gemeinsam mit Daniela führen sie traditionell das bulgarische Volkslied Vecheraj Rado (A cappella) vor und die auf dem Balkan bekannte Komposition Ederlezi.
Mit dem Konzertprogramm Bregovics, zu dem traditionelle Balkanmusik, als auch Film-Soundtracks zählen, singt Ludmila auch in prestigereichen Sälen der Welt wie Carnegie Hall, Zenith, Wiener Konzerthaus und Sydney Opera House.
Gemeinsam mit dem Orchester wirkte Ludmila Radkova im norwegischen Film Musik für Hochzeiten und Begräbnisse der Regisseurin Unni Straume (Musikk for bryllup og begravelser, 2002) und in der Oper von Goran Bregović Karmen with a Happy End (Goran Bregović's Karmen with a Happy End, 2004) mit.
Als Solistin des Nationalen Folklore-Ensembles Philip Koutev nahm Ludmila an einer Vielzahl von Konzertaufnahmen teil, später dann an den Albumaufnahmen des Goran Bregović in Zusammenarbeit mit Musikern wie Cesária Évora, Giorgos Dalaras, Kayah, Krzysztof Krawczyk, Gipsy Kings, Gogol Bordello, Stephan Eicher und Weiteren.
Auf Anforderung des Präsidenten Bulgariens Georgi Parwanow, wurde Ludmila Radkova 2009 mit der Medaille für Verdienste ausgezeichnet, für das Engagement zur Entwicklung und der Popularisierung der bulgarischen Volkskultur in der gesamten Welt.
2015 wurde sie zum Ehrenbürger der Stadt Lewski ernannt.

## Diskografie
- Underground (1995)
- Düğün ve Cenaze (1997)
- Ederlezi (1998)
- Yannena with Two Canvas Shoes(1997)
- Silence of the Balkans (1998)
- Kayah & Bregović (1999)
- Songbook (2000)
- Daj mi drugie życie (2001)
- Tales and songs from weddings and funerals (2002)
- Goran Bregović's Karmen with a Happy End (2007)
- Alkohol: Šljivovica (2008)
- Alkohol: Champagne for Gypsies (2012)